# Kutchan
Kutchan (倶知安町, Kutchan-chō) är en landskommun (köping) och administrativ huvudort för Shiribeshi subprefektur i Hokkaidō i Japan. Folkmängden uppgår till cirka 15 000 invånare.
Kutchan ligger cirka 50 kilometer väster om Sapporo och strax norr om vulkanen Yōteizan. Orten är bland annat känd för sina potatisprodukter.